# Xenuraega ptilocera
Xenuraega ptilocera is een pissebed uit de familie Aegidae. De wetenschappelijke naam van de soort is voor het eerst geldig gepubliceerd in 1909 door Walter Medley Tattersall.